# Ferrovia Losanna-Briga
La linea Losanna-Briga, parte della ferrovia del Sempione, è una linea ferroviaria svizzera che collega Losanna a Briga. La linea corre lungo la riva nord-est del lago Lemano poi attraversa il Chiablese nel territorio del canton Vaud e del Canton Vallese, procedendo lungo la valle del Rodano fino a Briga. È gestita dalle Ferrovie Federali Svizzere (FFS) così come la linea transfrontaliera Briga-Domodossola.

## Cronologia delle aperture
- 1857: Villeneuve - Bex
- 1859: Bouveret — Saint-Maurice — Martigny (Linea del Tonkin)
- 1860: Bex - Saint-Maurice
- 1860: Saint-Maurice — Losanna
- 1860: Martigny — Sion
- 1861: Losanna Villeneuve
- 1868: Sion — Sierre
- 1877: Sierre — Leuk
- 1878: Leuk — Briga

## Doppio binario
Nell'arco di tempo tra 1900 e 2004 la linea è stata raddoppiata:
- 1900: Losanna — Villeneuve
- 1901: Granges/Lens — Sierre
- 1910: Villeuneuve — Martigny
- 1914: Martigny — Riddes
- 1918: Visp — Briga
- 1932: Riddes — Sion
- 1932: Sierre — Salquenen
- 1968 Sion — Saint-Léonard
- 1970: Saint-Léonard — Granges/Lens
- 1977: Gampel/Steg — Raron
- 1978: Raron — Visp
- 1978: Leuk — Turtmann
- 1979: Turtmann — Gampel/Steg
- 2004: Salquenen — Leuk

## Percorso
| Continuation backward |

| Station on track |

|  | Unknown route-map component "ABZgl" | Unknown route-map component "CONTfq" |

| Stop on track |

| Stop on track |

| Stop on track |

| Stop on track |

| Stop on track |

| Stop on track |

| Stop on track |

|  | Unknown route-map component "ABZg+l" | Unknown route-map component "CONTfq" |

|  | Station on track | Head station |

| Unknown route-map component "d" |  | Straight track | One way leftward | Unknown route-map component "dCONTfq" |

| Stop on track |

| Stop on track |

| Stop on track |

|  |  |  | Unknown route-map component "BHF-L" | Unknown route-map component "KBHFa-M" | Unknown route-map component "KBHFa-R" |  |

|  |  |  | Straight track | Straight track | One way leftward | Unknown route-map component "CONTfq" |

|  |  |  | Straight track | One way leftward | Unknown route-map component "CONTfq" |  |

| Stop on track |

| Stop on track |

| Stop on track |

| Unknown route-map component "SKRZ-Au" |

| Stop on track |

| Unknown route-map component "d" |  |  | Straight track |  | Unknown route-map component "dSTR+l" | Unknown route-map component "CONTfq" |

| Unknown route-map component "d" |  | Station on track | Unknown route-map component "vKBHFa-L" | Unknown route-map component "dKBHFe-R" |

|  |  | Straight track | Unknown route-map component "vSHI1l-STRl" | Unknown route-map component "CONTfq" |

|  | Stop on track | Unknown route-map component "LSTR" |

| Unknown route-map component "CONTgq" | Unknown route-map component "KRZu" | Unknown route-map component "LSTRr" |

|  | Stop on track | Head station |

| Unknown route-map component "d" |  | Straight track | One way leftward | Unknown route-map component "dCONTfq" |

| Unknown route-map component "CONTgq" | Unknown route-map component "ABZg+r" |  |

| Stop on track |

| Unknown route-map component "SKRZ-Au" |

| Unknown route-map component "SKRZ-Au" |

| Stop on track |

| Stop on track |

| Unknown route-map component "dCONTgq" | Unknown route-map component "SPLa+r" | Straight track |  | Unknown route-map component "d" |

| Unknown route-map component "vSTR" + Unknown route-map component "lv-BHF@G" + Unknown route-map component "lv-BHF@F" + Unknown route-map component "v-ENDEe" | Station on track |  |

| Unknown route-map component "dCONTgq" | Unknown route-map component "SPLer" | Straight track |  | Unknown route-map component "d" |

| Stop on track |

| Stop on track |

| Stop on track |

| Unknown route-map component "hSTRae" |

| Enter and exit tunnel |

| Unknown route-map component "hSTRae" |

| Stop on track |

| Stop on track |

| Stop on track |

| Station on track |

| Unknown route-map component "eHST" |

| Stop on track |

| Station on track |

| Enter and exit tunnel |

| Stop on track |

| Enter and exit tunnel |

| Unknown route-map component "hSTRae" |

| Enter and exit tunnel |

| Unknown route-map component "hSTRae" |

| Station on track |

| Stop on track |

| Stop on track |

| Stop on track |

|  | Unknown route-map component "v-STR" | Unknown route-map component "vSTR+l-" | Unknown route-map component "dCONTfq" |

| Unknown route-map component "d" | Unknown route-map component "vÜSTu+r" |

| Unknown route-map component "d" | Unknown route-map component "vSHI2g+l-" |

| Unknown route-map component "dCONTgq" | Unknown route-map component "STR+r" | Unknown route-map component "hSTRae" |  | Unknown route-map component "d" |

| Station on track | Station on track |  |

| Unknown route-map component "LSTR" | Unknown route-map component "ABZg+l" | Unknown route-map component "CONTfq" |

| Unknown route-map component "eABZg+l" | Unknown route-map component "eKRZo" | Unknown route-map component "exLSTR+r" |

| Station on track | Station on track | Unknown route-map component "exLSTR" |

| Unknown route-map component "d" | One way leftward | Unknown route-map component "KRZo" | Unknown route-map component "eABZql" | Unknown route-map component "dCONTfq" |

| Unknown route-map component "dCONTgq" | Unknown route-map component "tSTRe@fq" | One way rightward |  | Unknown route-map component "d" |